# Benjamin Kololli
Benjamin Kololli (Aigle, 15 maggio 1992) è un calciatore svizzero naturalizzato kosovaro, centrocampista del Sion.

## Carriera

### Club
Il 21 luglio 2018 viene acquistato a titolo definitivo per 900.000 euro dalla squadra svizzera dello Zurigo, con cui firma un contratto triennale con scadenza il 30 giugno 2021.

### Nazionale
Ha esordito in nazionale il 12 novembre 2016.

## Statistiche

### Presenze e reti nei club
Statistiche aggiornate al 28 ottobre 2018.
| Stagione               | Squadra                | Campionato             | Campionato | Campionato | Coppe nazionali | Coppe nazionali | Coppe nazionali | Coppe continentali | Coppe continentali | Coppe continentali | Altre coppe | Altre coppe | Altre coppe | Totale | Totale |
| Stagione               | Squadra                | Comp                   | Pres       | Reti       | Comp            | Pres            | Reti            | Comp               | Pres               | Reti               | Comp        | Pres        | Reti        | Pres   | Reti   |
| ---------------------- | ---------------------- | ---------------------- | ---------- | ---------- | --------------- | --------------- | --------------- | ------------------ | ------------------ | ------------------ | ----------- | ----------- | ----------- | ------ | ------ |
| lug.-nov. 2011         | Monthey                | PL                     | 11         | 6          | CS              | 1               | 0               | -                  | -                  | -                  | -           | -           | -           | 12     | 6      |
| nov. 2011-2012         | Sion II                | PL                     | 8          | 1          | -               | -               | -               | -                  | -                  | -                  | -           | -           | -           | 8      | 1      |
| 2012-mag. 2013         | Sion II                | PL                     | 26         | 3          | -               | -               | -               | -                  | -                  | -                  | -           | -           | -           | 26     | 3      |
| mag.-giu. 2013         | Sion                   | SL                     | 7          | 2          | CS              | 0               | 0               | -                  | -                  | -                  | -           | -           | -           | 7      | 2      |
| 2013-2014              | Sion                   | SL                     | 9          | 0          | CS              | 2               | 0               | -                  | -                  | -                  | -           | -           | -           | 11     | 0      |
| Totale Sion            | Totale Sion            | Totale Sion            | 16         | 2          |                 | 2               | 0               |                    | -                  | -                  |             | -           | -           | 18     | 2      |
| 2013-2014              | Sion II                | PL                     | 12         | 7          | -               | -               | -               | -                  | -                  | -                  | -           | -           | -           | 12     | 7      |
| Totale Sion II         | Totale Sion II         | Totale Sion II         | 46         | 11         |                 | -               | -               |                    | -                  | -                  |             | -           | -           | 46     | 11     |
| 2014-2015              | Le Mont                | CL                     | 28         | 5          | CS              | 1               | 0               | -                  | -                  | -                  | -           | -           | -           | 29     | 5      |
| 2015-gen. 2016         | Bienne                 | CL                     | 17         | 7          | CS              | 2               | 4               | -                  | -                  | -                  | -           | -           | -           | 19     | 11     |
| gen.-giu. 2016         | Young Boys             | SL                     | 1          | 0          | CS              | 0               | 0               | UCL+UEL            | -                  | -                  | -           | -           | -           | 1      | 0      |
| 2016-2017              | Losanna                | SL                     | 26         | 8          | CS              | 1               | 0               | -                  | -                  | -                  | -           | -           | -           | 27     | 8      |
| 2017-2018              | Losanna                | SL                     | 29         | 10         | CS              | 3               | 2               | -                  | -                  | -                  | -           | -           | -           | 32     | 12     |
| Totale Losanna         | Totale Losanna         | Totale Losanna         | 55         | 18         |                 | 4               | 2               |                    | -                  | -                  |             | -           | -           | 59     | 20     |
| 2018-2019              | Zurigo                 | SL                     | 30         | 10         | CS              | 4               | 2               | UEL                | 7                  | 2                  | -           | -           | -           | 41     | 14     |
| 2019-2020              | Zurigo                 | SL                     | 27         | 6          | CS              | 2               | 0               | -                  | -                  | -                  | -           | -           | -           | 29     | 6      |
| 2020-2021              | Zurigo                 | SL                     | 21         | 6          | CS              | 0               | 0               | -                  | -                  | -                  | -           | -           | -           | 21     | 6      |
| Totale Zurigo          | Totale Zurigo          | Totale Zurigo          | 78         | 22         |                 | 6               | 2               |                    | 7                  | 2                  |             | -           | -           | 91     | 26     |
| 2021                   | Shimizu S-Pulse        | J1                     | 8          | 0          | CI+CdL          | 1+0             | 0+0             | -                  | -                  | -                  | -           | -           | -           | 9      | 0      |
| 2022                   | Shimizu S-Pulse        | J1                     | 20         | 3          | CI+CdL          | 1+3             | 0+1             | -                  | -                  | -                  | -           | -           | -           | 24     | 4      |
| 2023                   | Shimizu S-Pulse        | J2                     | 11         | 1          | CI+CdL          | 0+6             | 0+2             | -                  | -                  | -                  | -           | -           | -           | 17     | 3      |
| Totale Shimizu S-Pulse | Totale Shimizu S-Pulse | Totale Shimizu S-Pulse | 39         | 4          |                 | 11              | 3               |                    | -                  | -                  |             | -           | -           | 50     | 7      |
| gen.-giu. 2024         | Basilea                | SL                     | 15         | 1          | CS              | 0               | 0               | UECL               | -                  | -                  | -           | -           | -           | 15     | 1      |
| Totale carriera        | Totale carriera        | Totale carriera        | 306        | 76         |                 | 27              | 11              |                    | 7                  | 2                  |             | -           | -           | 340    | 89     |

### Cronologia presenze e reti in nazionale
| Cronologia completa delle presenze e delle reti in nazionale ― Kosovo | Cronologia completa delle presenze e delle reti in nazionale ― Kosovo | Cronologia completa delle presenze e delle reti in nazionale ― Kosovo | Cronologia completa delle presenze e delle reti in nazionale ― Kosovo | Cronologia completa delle presenze e delle reti in nazionale ― Kosovo | Cronologia completa delle presenze e delle reti in nazionale ― Kosovo | Cronologia completa delle presenze e delle reti in nazionale ― Kosovo | Cronologia completa delle presenze e delle reti in nazionale ― Kosovo |
| Data                                                                  | Città                                                                 | In casa                                                               | Risultato                                                             | Ospiti                                                                | Competizione                                                          | Reti                                                                  | Note                                                                  |
| --------------------------------------------------------------------- | --------------------------------------------------------------------- | --------------------------------------------------------------------- | --------------------------------------------------------------------- | --------------------------------------------------------------------- | --------------------------------------------------------------------- | --------------------------------------------------------------------- | --------------------------------------------------------------------- |
| 12-11-2016                                                            | Antalya                                                               | Turchia                                                               | 2 – 0                                                                 | Kosovo                                                                | Qual. Mondiali 2018                                                   | -                                                                     |                                                                       |
| 24-3-2017                                                             | Scutari                                                               | Kosovo                                                                | 1 – 2                                                                 | Islanda                                                               | Qual. Mondiali 2018                                                   | -                                                                     | 34’                                                                   |
| 2-9-2017                                                              | Zagabria                                                              | Croazia                                                               | 1 – 0                                                                 | Kosovo                                                                | Qual. Mondiali 2018                                                   | -                                                                     | 70’                                                                   |
| 24-3-2018                                                             | Franconville                                                          | Kosovo                                                                | 1 – 0                                                                 | Madagascar                                                            | Amichevole                                                            | -                                                                     |                                                                       |
| 27-3-2018                                                             | Franconville                                                          | Kosovo                                                                | 2 – 0                                                                 | Burkina Faso                                                          | Amichevole                                                            | -                                                                     | 69’                                                                   |
| 10-9-2018                                                             | Pristina                                                              | Kosovo                                                                | 2 – 0                                                                 | Fær Øer                                                               | UEFA Nations League 2018-2019 - 1º turno                              | -                                                                     |                                                                       |
| 11-10-2018                                                            | Pristina                                                              | Kosovo                                                                | 3 – 1                                                                 | Malta                                                                 | UEFA Nations League 2018-2019 - 1º turno                              | 2                                                                     |                                                                       |
| 17-11-2018                                                            | Ta' Qali                                                              | Malta                                                                 | 0 – 5                                                                 | Kosovo                                                                | UEFA Nations League 2018-2019 - 1º Turno                              | 1                                                                     |                                                                       |
| 20-11-2018                                                            | Pristina                                                              | Kosovo                                                                | 4 – 0                                                                 | Azerbaigian                                                           | UEFA Nations League 2018-2019 - 1º turno                              | -                                                                     |                                                                       |
| 25-3-2019                                                             | Pristina                                                              | Kosovo                                                                | 1 – 1                                                                 | Bulgaria                                                              | Qual. Euro 2020                                                       | -                                                                     | 78’                                                                   |
| 7-6-2019                                                              | Podgorica                                                             | Montenegro                                                            | 1 – 1                                                                 | Kosovo                                                                | Qual. Euro 2020                                                       | -                                                                     | 69’                                                                   |
| 10-6-2019                                                             | Sofia                                                                 | Bulgaria                                                              | 2 – 3                                                                 | Kosovo                                                                | Qual. Euro 2020                                                       | -                                                                     |                                                                       |
| 10-10-2019                                                            | Pristina                                                              | Kosovo                                                                | 1 – 0                                                                 | Gibilterra                                                            | Amichevole                                                            | -                                                                     | 46’                                                                   |
| 14-10-2019                                                            | Pristina                                                              | Kosovo                                                                | 2 – 0                                                                 | Montenegro                                                            | Qual. Euro 2020                                                       | -                                                                     | 90+1’                                                                 |
| 14-11-2019                                                            | Plzeň                                                                 | Rep. Ceca                                                             | 2 – 1                                                                 | Kosovo                                                                | Qual. Euro 2020                                                       | -                                                                     |                                                                       |
| 17-11-2019                                                            | Pristina                                                              | Kosovo                                                                | 0 – 4                                                                 | Inghilterra                                                           | Qual. Euro 2020                                                       | -                                                                     | 48’                                                                   |
| 3-9-2020                                                              | Parma                                                                 | Moldavia                                                              | 1 – 1                                                                 | Kosovo                                                                | UEFA Nations League 2020-2021 - 1º turno                              | 1                                                                     |                                                                       |
| 8-10-2020                                                             | Skopje                                                                | Macedonia del Nord                                                    | 2 – 1                                                                 | Kosovo                                                                | Qual. Euro 2020                                                       | -                                                                     | 16’ (aut.)                                                            |
| 11-10-2020                                                            | Pristina                                                              | Kosovo                                                                | 0 – 1                                                                 | Slovenia                                                              | UEFA Nations League 2020-2021 - 1º turno                              | -                                                                     | 83’                                                                   |
| 14-10-2020                                                            | Amarousio                                                             | Grecia                                                                | 0 – 0                                                                 | Kosovo                                                                | UEFA Nations League 2020-2021 - 1º turno                              | -                                                                     | 80’                                                                   |
| 24-3-2021                                                             | Pristina                                                              | Kosovo                                                                | 4 – 0                                                                 | Lituania                                                              | Amichevole                                                            | -                                                                     | 66’                                                                   |
| 28-3-2021                                                             | Pristina                                                              | Kosovo                                                                | 0 – 3                                                                 | Svezia                                                                | Qual. Mondiali 2022                                                   | -                                                                     |                                                                       |
| 31-3-2021                                                             | Siviglia                                                              | Spagna                                                                | 3 – 1                                                                 | Kosovo                                                                | Qual. Mondiali 2022                                                   | -                                                                     | 57’                                                                   |
| 5-6-2022                                                              | Pristina                                                              | Kosovo                                                                | 0 – 1                                                                 | Grecia                                                                | UEFA Nations League 2022-2023 - 1º turno                              | -                                                                     | 57’                                                                   |
| Totale                                                                |                                                                       | Presenze                                                              | 24                                                                    |                                                                       | Reti                                                                  | 4                                                                     |                                                                       |